# Austin Toros 2008-2009
La stagione 2008-09 degli Austin Toros fu l'8ª nella NBA D-League per la franchigia.
Gli Austin Toros arrivarono secondi nella Southwest Division con un record di 32-18. Nei play-off vinsero i quarti di finale con gli Idaho Stampede (1-0), perdendo poi la semifinale con i Colorado 14ers (1-0).

## Roster
| N° | Naz.                   | Ruolo | Sportivo          | Anno | Alt. | Peso |
| -- | ---------------------- | ----- | ----------------- | ---- | ---- | ---- |
| 6  | Stati Uniti (bandiera) | G     | Ezra Williams     | 1980 | 193  | 107  |
| 7  | Stati Uniti (bandiera) | G     | Robert McKiver    | 1984 | 191  | 88   |
| 10 | Stati Uniti (bandiera) | G     | Carldell Johnson  | 1983 | 178  | 88   |
| 11 | Stati Uniti (bandiera) | A     | Marcus Williams   | 1986 | 201  | 93   |
| 12 | Stati Uniti (bandiera) | G     | Fred Gibson       | 1981 | 193  | 84   |
| 13 | Stati Uniti (bandiera) | G     | Stanley Burrell   | 1984 | 191  | 95   |
| 14 | Stati Uniti (bandiera) | G     | Jason Parker      | 1981 | 188  | 82   |
| 15 | Stati Uniti (bandiera) | G     | Malik Hairston    | 1987 | 198  | 100  |
| 17 | Australia (bandiera)   | A     | Ryan Bright       | 1986 | 198  | 94   |
| 17 | Stati Uniti (bandiera) | A     | Marshall Brown    | 1985 | 198  | 93   |
| 18 | Stati Uniti (bandiera) | A     | Jamaal Thomas     | 1980 | 203  | 86   |
| 21 | Camerun (bandiera)     | A     | Serge Angounou    | 1983 | 203  | 107  |
| 23 | Stati Uniti (bandiera) | A     | Eric Dawson       | 1984 | 206  | 107  |
| 24 | Stati Uniti (bandiera) | AC    | Dwayne Jones      | 1983 | 211  | 113  |
| 32 | Francia (bandiera)     | C     | Ian Mahinmi       | 1986 | 211  | 104  |
| 33 | Stati Uniti (bandiera) | A     | Mohamed Abukar    | 1985 | 208  | 100  |
| 33 | Stati Uniti (bandiera) | A     | Justin Bowen      | 1983 | 201  | 95   |
| 34 | Stati Uniti (bandiera) | A     | Andre Brown       | 1981 | 206  | 111  |
| 41 | Stati Uniti (bandiera) | A     | Charles Gaines    | 1981 | 201  | 107  |
|    | Stati Uniti (bandiera) | G     | DeMarcus Nelson   | 1985 | 193  | 91   |
|    | Regno Unito (bandiera) | A     | Pops Mensah-Bonsu | 1983 | 206  | 109  |
|    | Stati Uniti (bandiera) | G     | Blake Ahearn      | 1984 | 188  | 86   |
|    | Stati Uniti (bandiera) | C     | Anthony Tolliver  | 1985 | 203  | 109  |
|    | Stati Uniti (bandiera) | G     | Nate Brown        | 1980 | 183  | 86   |
|    | Stati Uniti (bandiera) | A     | DerMarr Johnson   | 1980 | 206  | 91   |
|    | Stati Uniti (bandiera) | G     | Brian Morrison    | 1982 | 188  | 87   |
|    | Stati Uniti (bandiera) | G     | Tack Minor        | 1984 | 180  | 88   |
|    | Stati Uniti (bandiera) | G     | Kris Collins      | 1983 | 188  | 86   |
|    | Stati Uniti (bandiera) | G     | Jahmar Thorpe     | 1984 | 198  | 98   |

## Staff tecnico
- Allenatore: Quin Snyder
- Vice-allenatori: Wendell Alexis, Taylor Jenkins
- Preparatore atletico: Daisuke Yamaguchi